# 奈良市鴻ノ池陸上競技場
奈良市鴻ノ池陸上競技場（ならしこうのいけりくじょうきょうぎじょう）は、奈良県奈良市の奈良市鴻ノ池運動公園内にある陸上競技場兼球技場。施設は奈良市が所有し、2015年4月から2020年3月までは長谷川体育施設・キタイ設計が指定管理者として管理運営を行っていたが、同年4月からはミズノスポーツ株式会社、一般財団法人奈良市総合財団、グリーンシステム株式会社の3社が提携した「奈良市スポーツまちづくり推進パートナーズ」が指定管理者として運営管理を行っている。
ロート製薬が命名権を取得しており、2021年4月1日より「ロートフィールド奈良」（ロートフィールドなら、略称「ロートF」）の名称を用いている（後述）。

## 概要
2009年（平成21年）に全国高等学校総合体育大会に備えて座席改修やトラックの9レーンやタータンの張替えなどの整備が行われた。
同年5月、奈良市民体育大会でこけら落しが行われ、朝原宣治が招待された。
2013年、当時関西サッカーリーグ所属の奈良クラブはJ3リーグへの加盟に向けて、当競技場をホームスタジアムとして申請したが、当競技場はピッチの縦サイズがJリーグ規定の105mに満たない100mしかないことなどから、スタジアム要件未充足となり申請が認められなかった。奈良市は改修を検討し、2014年のシーズン末に改修された。
なお、奈良クラブが2023年のJ3リーグへの昇格を決定したことを受けて、奈良市長・仲川げんは、将来的にJ2リーグ開催基準となる座席1万人以上収容規模にスタンドの改修をすることを検討していることを明かしている。仲川は「奈良クラブの拠点は奈良市であり、ロートフィールドを引き続き使用し続けることは奈良クラブに確認している。（田原本町に建設が予定される）新しい球技専用スタジアムの計画は、2030年国民スポーツ大会を見据えた整備ととらえている」と説明したうえで、現在は簡易・小型のためJリーグ開催基準（1500ルクス）を満たしていないナイター用照明塔についても「2024年2月までに整備する計画を立てて、Jリーグに書面を提出している」との説明を行った。
奈良県は当初2031年に予定されている国民スポーツ大会（旧：国民体育大会）の開催に向けて、陸上競技の開催地を橿原市に予定し、奈良県立橿原公苑との等価交換で橿原運動公園（同市営）に新設する予定で準備していたスタジアムでの開催を予定していたが、建設費のコストの問題などから撤回し、既存施設を活用する方針に見直し、その際の会場予定地として県内で第1種公認競技場の基準を満たすのは他にないということで、当スタジアムを使用することで仲川と奈良県知事・山下真が合意した。
Jリーグにおけるナイター開きは2024年4月24日のルヴァンカップ1stラウンド2回戦・サンフレッチェ広島戦（19時開始）で、J3リーグ戦においては6月以後に予定される主管試合で、2月の日程発表時に確定しているものとしては5試合のナイター（原則18時開始）が予定されている。

## 設備
- 日本陸上競技連盟第1種公認
- トラック：9レーン（トップエース・ブルートラック）
- 天然芝フィールド
- 約3万人収容のスタンド（うちメインスタンド5,600人分は座席。他25,000人分は芝生席）
- ナイター照明　大型4基・簡易型4基
  - 元々、簡易型の4基の照明塔はあったが、基は陸上競技の夜間練習用途に使用されていたため、Jリーグ開催時の照度基準1500ルクスには満たしていなかった[7] [8]。そのため、奈良クラブがJ3リーグ昇格後もナイターでの開催は不可で、最も遅い時間でも薄暮開催（15時）までのキックオフだった[9]
  - 2023年7月より、Jリーグ開催基準を充足するための新たな照明塔[10]を設置する工事を実施し、2024年2月にJリーグ開催基準を満たす1500ルクス・1基につき72球のLEDを取り付けた大型照明塔が完成。工費6億863万円のうちの半額はデジタル田園都市国家構想の交付金[11]で賄った。

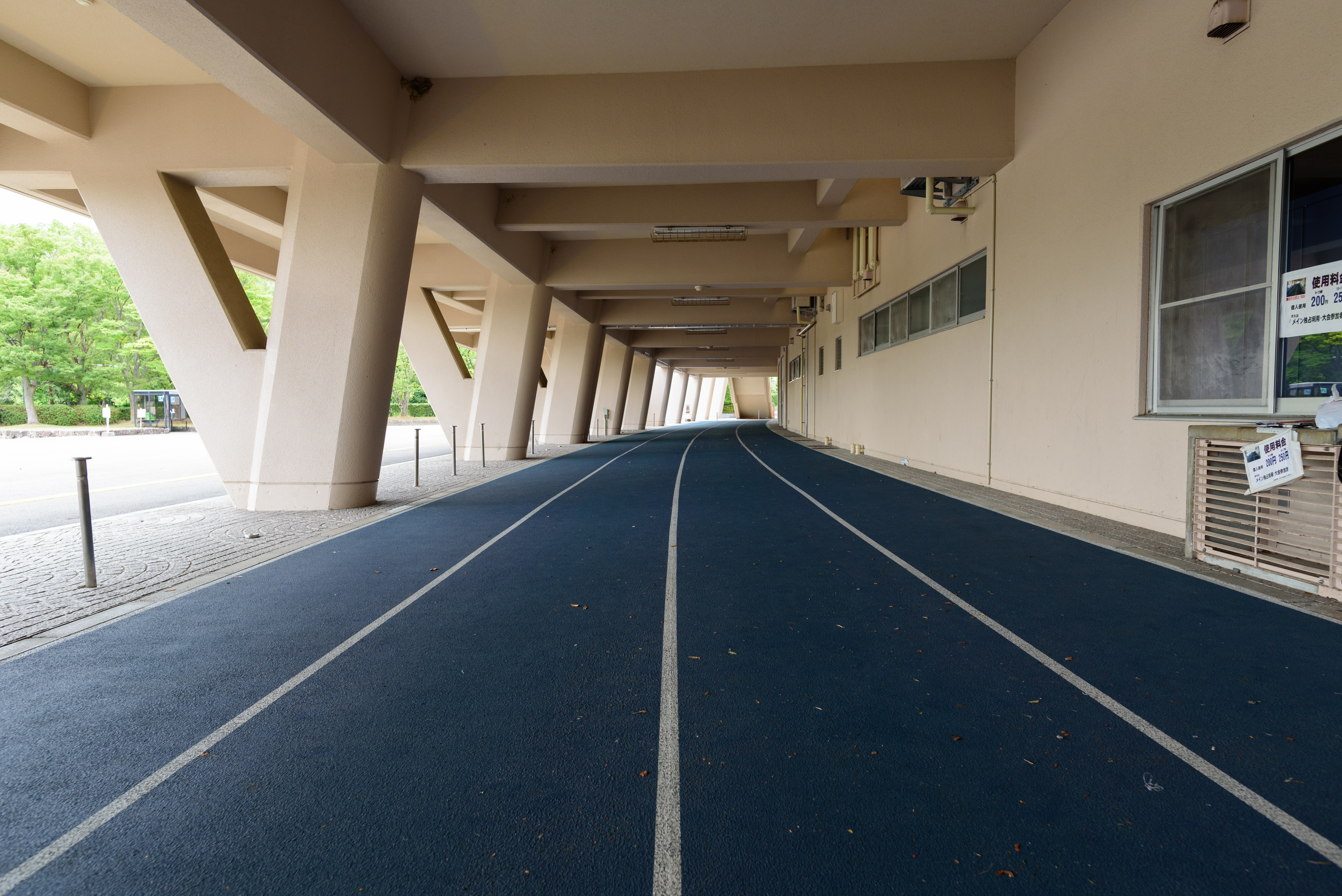
正面玄関横に設置されたトラック
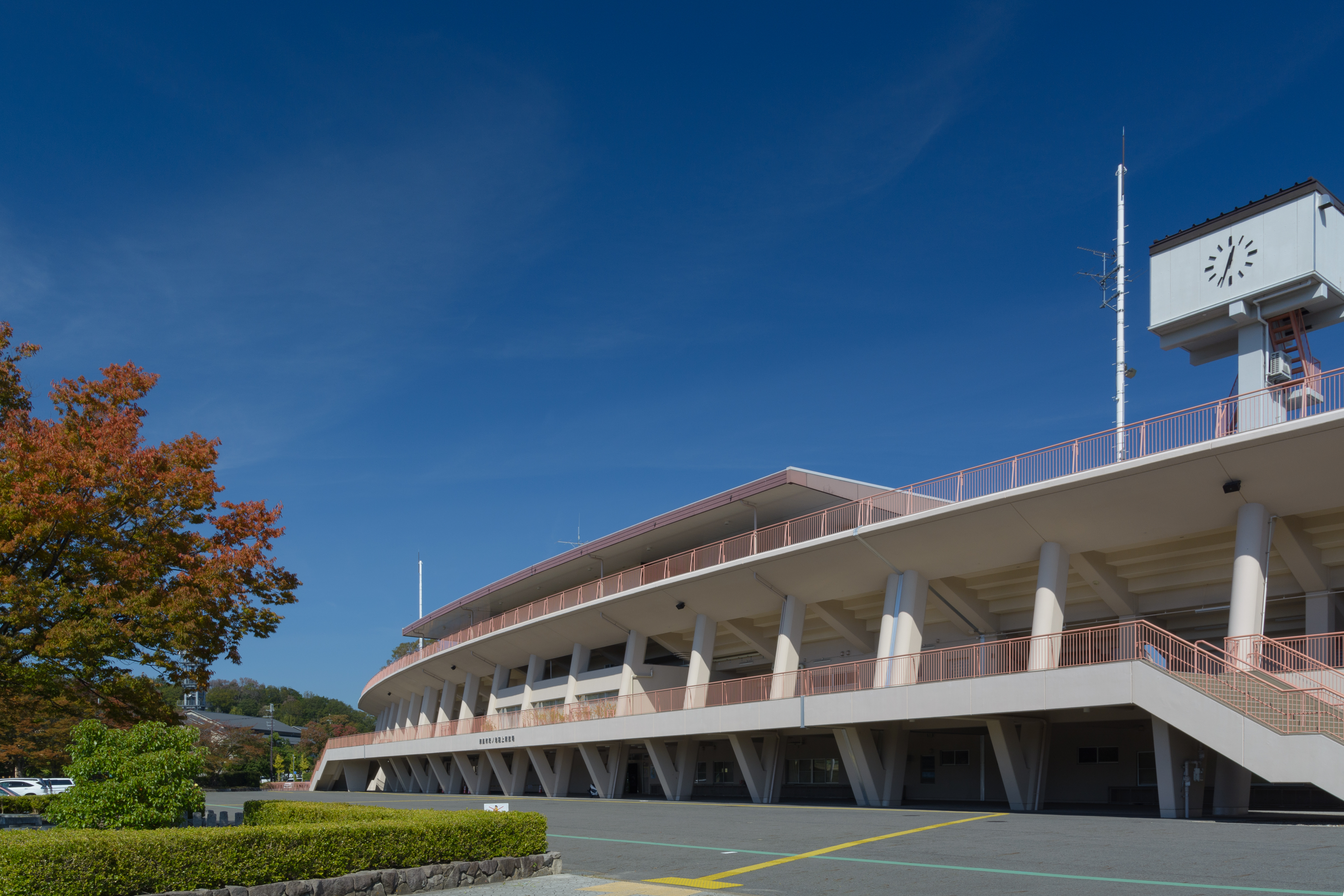
ネーミングライツ以前の競技場外観
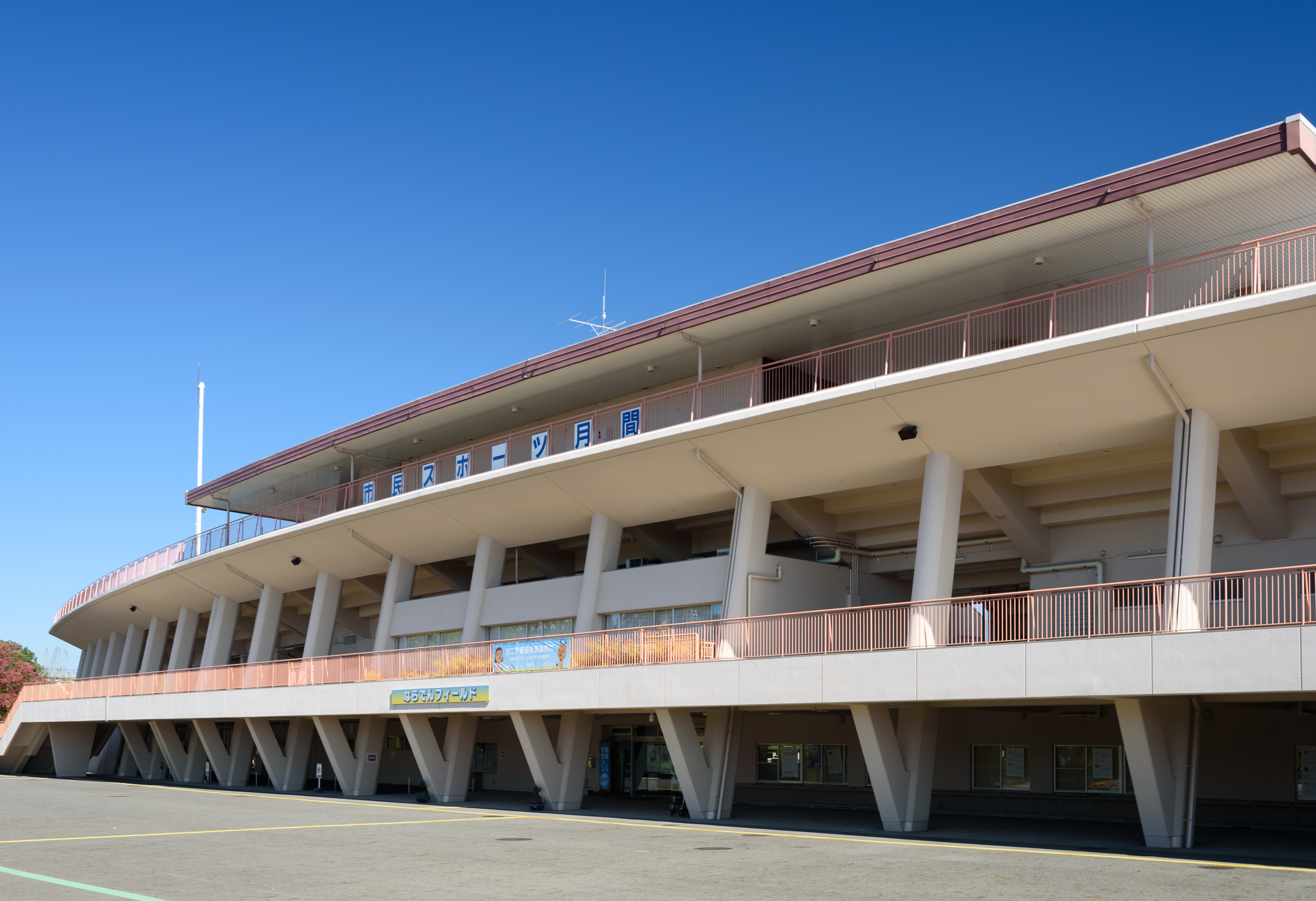
ならでんフィールド時代のメインスタンド正面入口
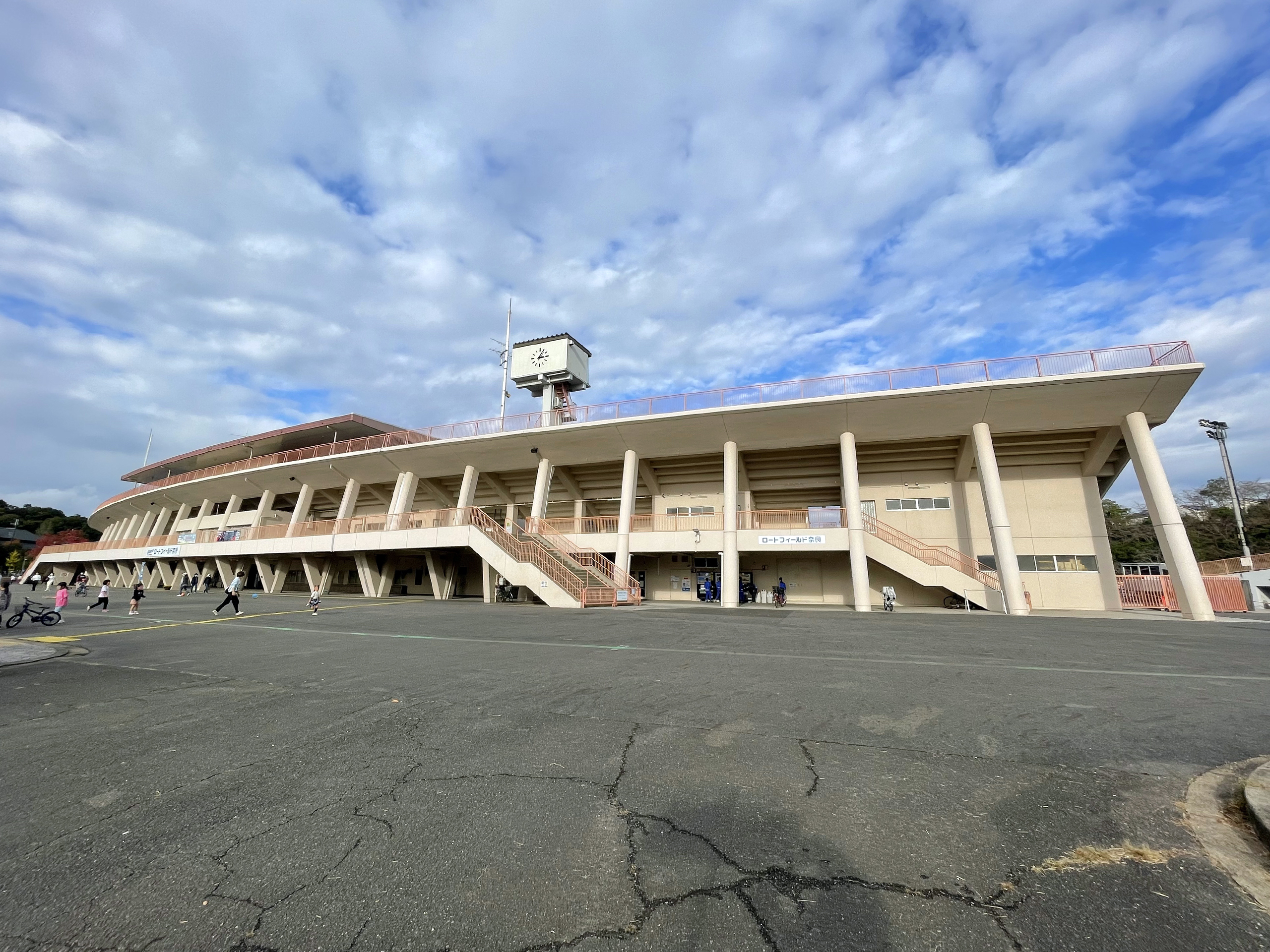
ロートフィールド奈良時代の競技場外観

### 付属施設
- 補助陸上競技場（日本陸連第3種）
  - 1周400m6レーン・100m直線8レーン
  - えんじ色トラック
- 投てき練習場
- 多目的広場（クレイトラック）
- ウォーキングコース
  - 初心者コース（全長750m）
  - 緑の丘コース（同2㎞）
  - わかくさコース（同3㎞）

## 命名権
奈良市は2016年3月から命名権を公募し、同年9月27日に奈良電力が命名権を取得する契約を奈良市と締結した。同年10月1日からの2021年3月31日までの契約（年額1,000万円（税込））で、「ならでんフィールド」の呼称を使用している。
2021年3月をもって奈良電力とのネーミングライツの契約が満了し、新たに命名権を募集。同年2月25日にロート製薬が命名権を取得することとなり、同年4月1日より呼称が「ロートフィールド奈良」に変更された。

## 主な開催イベント
- 1984年：第39回国民体育大会（わかくさ国体）秋季大会
- 2009年：平成21年度全国高等学校総合体育大会
- 2011年：第38回全日本中学校陸上競技選手権大会

## 周辺
- 奈良市鴻ノ池球場 - 鴻ノ池運動公園内にある野球場
- 奈良市中央体育館 - 同公園内にある体育館
- スターバックスコーヒー 奈良鴻ノ池運動公園店
- ココス 奈良鴻ノ池店
- ローソン ドリームランド前店
- 奈良ドリームランド跡地
- 奈良テレビ放送